# IC 235
IC 235 — галактика типу P (особлива галактика) у сузір'ї Овен.
Цей об'єкт міститься в оригінальній редакції індексного каталогу.